# 姉小路忠方
姉小路 忠方（あねがこうじ ただかた）は、鎌倉時代中期の公卿。権大納言・姉小路顕朝の長男。官位は正三位・権中納言。

## 経歴
父・顕朝が後嵯峨上皇の腹心であったことから、正嘉2（1258年）に18歳で右少弁となり、父の死後である文永5年（1268年）には参議に昇って後嵯峨上皇の伝奏を務める。文永7年（1270年）に正三位・権中納言に昇進するが、翌文永8年（1271年）に同じ正三位・権中納言ながら宮中の序列が下位の中御門経任が従二位に叙せられたことで、忠方は昇進面で先を越されてしまう。忠方は経任とは不仲であった上に、後嵯峨上皇が父・顕朝亡き後の一番の腹心に顕朝の遺児である自分ではなく経任を指名したと考え、忠方は憤慨して知行国（甲斐国）を返上して権中納言の官職を辞してしまう。これによって、暗に後嵯峨上皇の翻意を促そうしたものであると考えられているが、逆にその逆鱗に触れて宮中を追われてしまう形となった。
忠方は失意のうちに姉小路家伝来の文書を焼き捨てて（公家社会では事実上の家名の断絶を意味する）出家し、42歳で病死した。これによって姉小路家（勧修寺流）は断絶した。

## 系譜
- 父：姉小路顕朝
- 母：二条定高の娘
- 妻：不詳
  - 男子：忠顕 - 実は藤原顕兼の子
  - 男子：憲忠
  - 女子：藤原隆顕室
  - 女子：葉室頼親室、のち離別